# Łukasz Szywała
Łukasz Szywała (ur. 1981) – polski bilardzista, Mistrz i Rekordzista Świata w bilardzie artystycznym.

## Osiągnięcia
- Mistrz Świata w Bilardzie Artystycznym
- Rekordzista Świata w Bilardzie Artystycznym
- Mistrz Świata w Bilardzie Artystycznym w dyscyplinie „Draw Shots”
- Mistrz Świata w Bilardzie Artystycznym w dyscyplinie „Follow”
- Mistrz Świata w Bilardzie Artystycznym w dyscyplinie „Masse”
- I miejsce w Światowym Rankingu w Bilardzie Artystycznym
- Mistrz Świata w Bilardzie Artystycznym w dyscyplinie „Draw Shots”
- 1. miejsce w Masters "Artistic Pool" Championship
- 1. miejsce w “Masters” w dyscyplinie “Jump”
- Wicemistrz Europy w Bilardzie Artystycznym
- Mistrz Europy w Bilardzie Artystycznym w dyscyplinie „Trick and,or fancy”
- Mistrz Europy w Bilardzie Artystycznym w dyscyplinie „Special Art”
- 5. miejsce w  U.S Open w Bilardzie Artystycznym
- Mistrz U.S Open w Bilardzie Artystycznym w dyscyplinie „Jump Shots”
- 5. miejsce w ESPN TRICK SHOT MAGIC (Bilard Artystyczny)
- 2. miejsce w Northeastern Open (Bilard Artystyczny)
- Mistrz Northeastern Open w dyscyplinie “Follow”
- Mistrz Northeastern Open w dyscyplinie “Stroke”
- Mistrz Las Vegas Open w dyscyplinie “Bank Kick”
- Siedmiokrotny Mistrz Polski w pool bilard
- Drużynowy Mistrz Europy Juniorów w pool bilard
- Dwukrotny Mistrz Polski w karambol
- Brązowy medalista Mistrzostw Europy Juniorów w pool bilard
- Dwudziestotrzykrotny medalista Mistrzostw Polski w bilard (Drużynowo, Indywidualnie)